# Львиный зев большой
Львиный зев большой, львиный зев крупный (лат. Antirrhinum majus) — вид травянистых растений семейства Подорожниковые (Plantaginaceae). Популярный декоративный однолетник.

## Описание

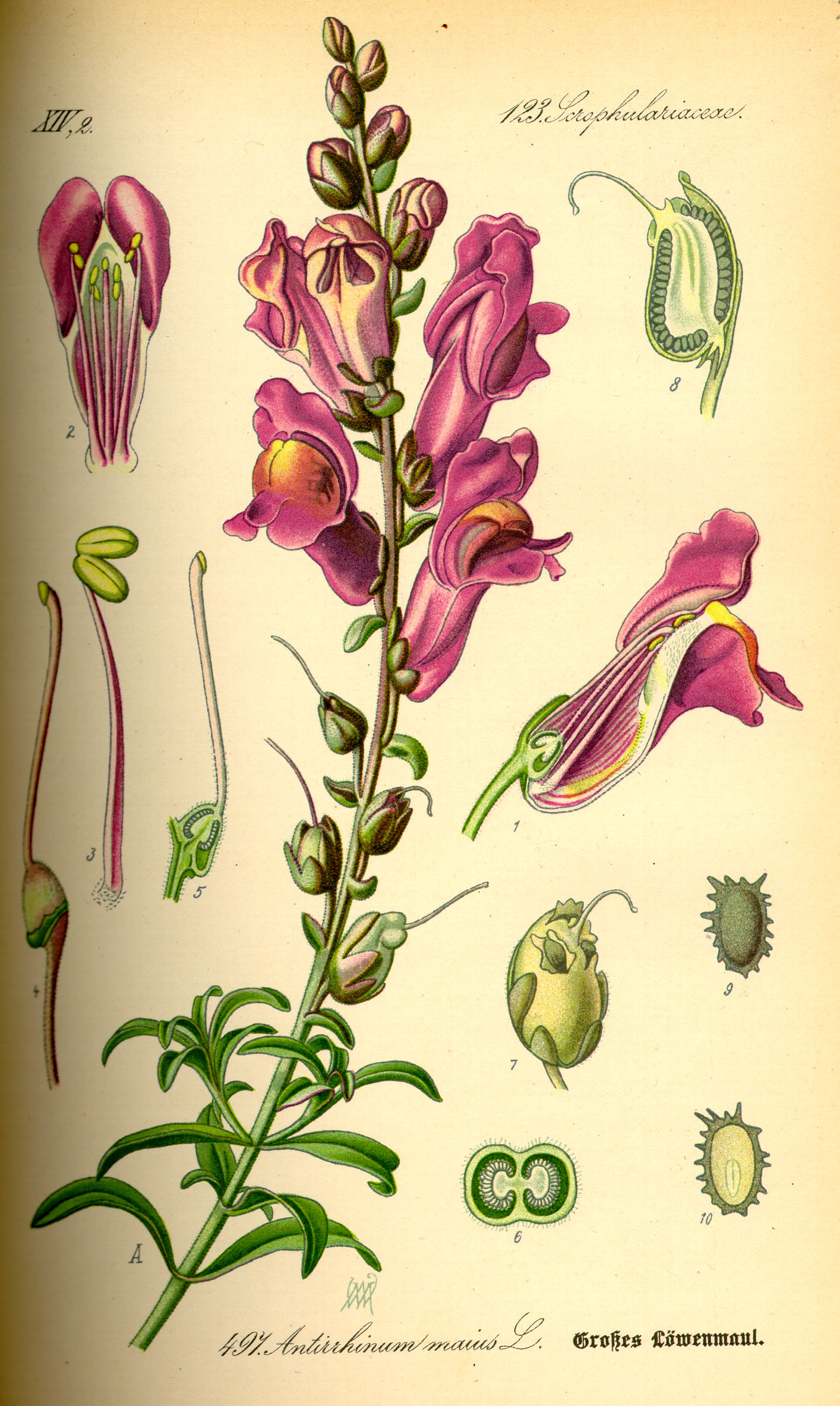

Однолетнее травянистое растение высотой 30−70 см. Стебель ветвистый, на верхушке покрытый железистый волосками. Листья ланцетные, наверху мелкие. 
Соцветие − густая кисть; цветки на толстых цветоножках. Чашечка желизистоволосистая, разделенная на яйцевидные доли. Венчик светло-пурпурный или беловатый, длиной 20−30 мм. Цветет с июня по сентябрь. Плод − коробочка длиной 12−17 мм, с сетчато-морщинистыми семенами.
Диплоидный набор хромосом 2n=16.
Описан из Южной Европы. Типовой экземпляр в Лондоне.

## Ареал
Произрастает в Южной Европе (Франция, Португалия, Испания, Мальта, Хорватия), Северной Африке (Ливия, Тунис, Марокко) и Западной Азии (Кипр, Израиль, Ливан, Турция).

## Использование

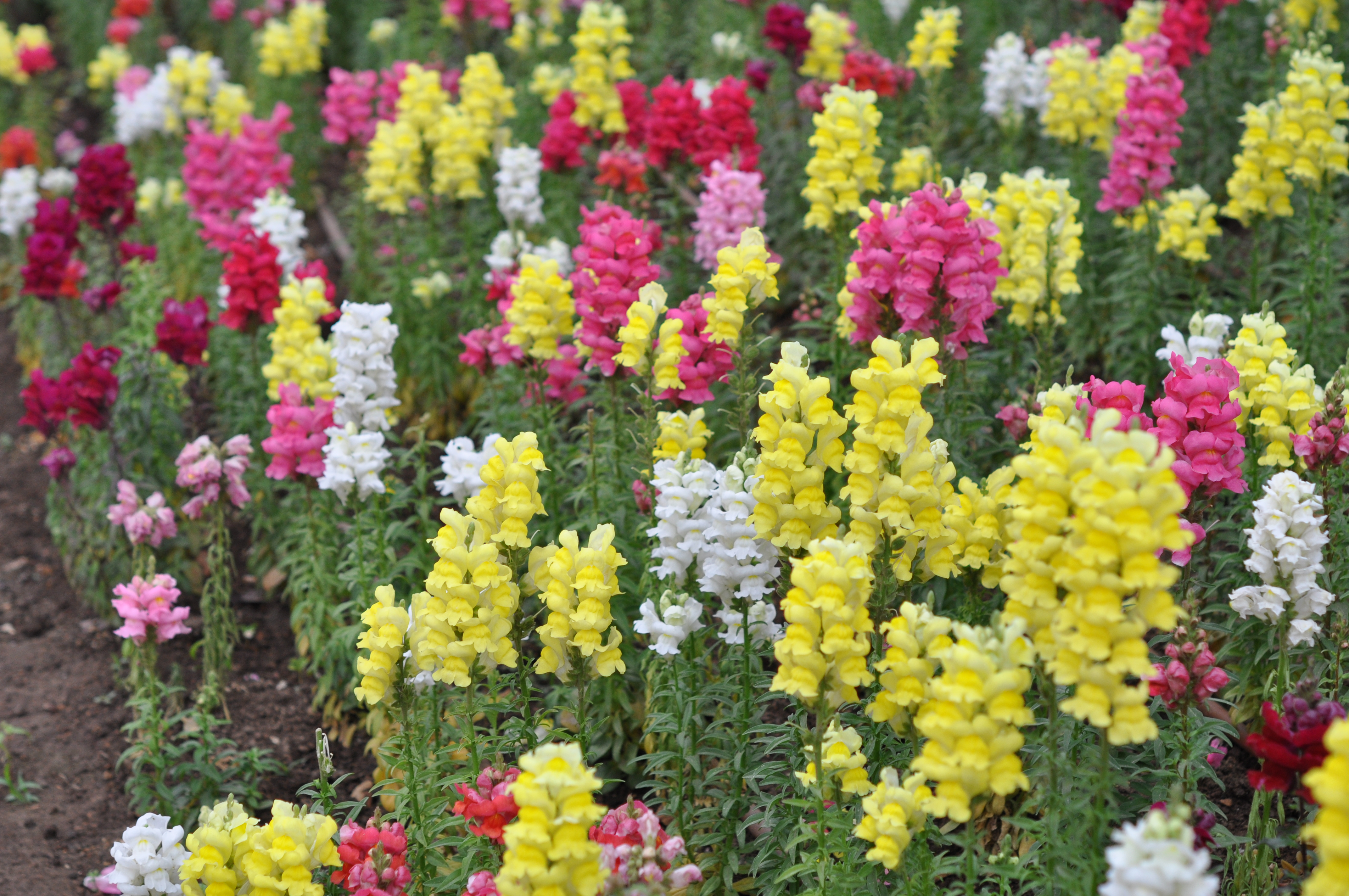
Цветовое разнообразие

Выращивается как декоративное растение. Выведено множество сортов с лавандовыми, оранжевыми, розовыми, желтыми или белыми цветами. Часто используется в городском озеленении; может выращиваться на срезку.
Предпочитает плодородные почвы; светолюбив, холодостоек; при недостаточной влажности нуждается в поливе. Размножение семенами и черенкованием.

## Таксономия
Под данным таксономическим названием был описан в 1753 году шведским ботаником Карлом Линнеем в работе Species plantarum. Является типовым видом рода.
Согласно The Plant List, в синонимику вида входят следующие названия:
- Antirrhinum grandiflorum Stokes
- Antirrhinum hispanorum Bordère ex Rothm.
- Antirrhinum latifolium var. pseudomajus Rouy
- Antirrhinum latifolium var. purpurascens Benth.
- Antirrhinum majus var. longipedunculatum Regel
- Antirrhinum majus var. peloria Migout
- Antirrhinum majus var. pseudomajus (Rouy) Rouy
- Antirrhinum murale Salisb.
- Antirrhinum vulgare Bubani
- Orontium majus Pers.
- Termontis racemosa Raf.

Согласно The Plant List , инфравидовыми рангами вида являются следующие названия:
- Antirrhinum majus subsp. cirrhigerum Stokes
- Antirrhinum majus var. faurei (Maire) Jahand. & Maire
- Antirrhinum majus subsp. linkianum (Boiss. & Reut.) Rothm.
- Antirrhinum majus subsp. litigiosum (Pau ex Sennen) Rothm.
- Antirrhinum majus subsp. tortuosum (Bosc ex Vent.) Rouy